# Cultura de Nueva Caledonia

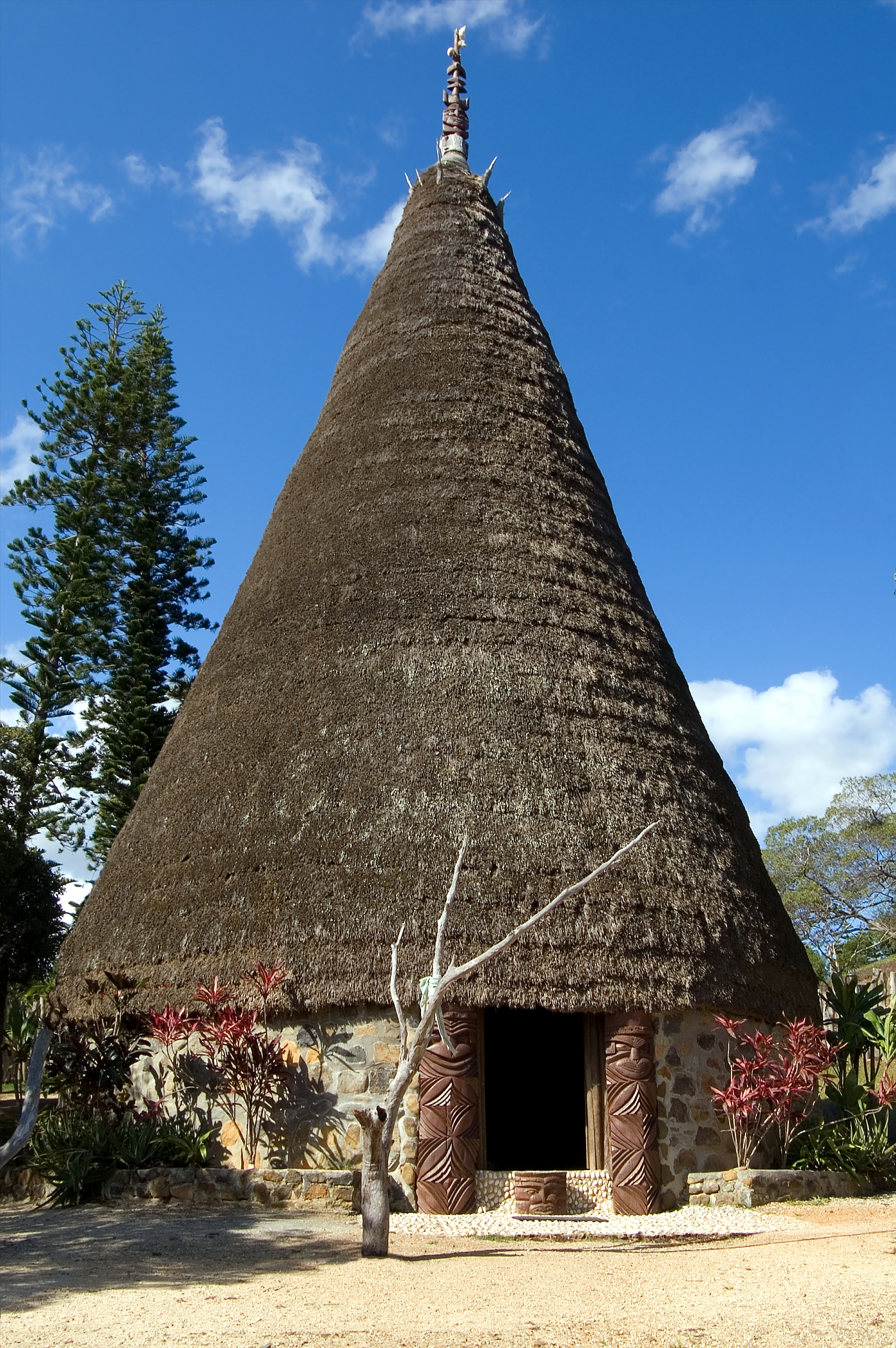
Casa tradicional canaca situada en el Centro Cultural Tjibaou en Numea.

La cultura de Nueva Caledonia es producto de los aportes de los diversos grupos y etnias que componen la sociedad. La población melanesia posee un antiguo y extenso bagaje cultural el cual por ejemplo se puede observar en la fuerte influencia melanesia en la arquitectura, artes y artesanías como también en los usos y costumbres.  Ello se combina con la influencia de la cultura de los colonizadores franceses, que aportan un toque francés.
Los aportes culturales franceses se han sabido incorporar en armonía y aportar estilo y elegancia a la cultura melanesia. Además existen otras influencias de menor calibre como las polinesias y la asiática.
Los kanaks o melanesios han desarrollado la danza como una forma de arte característico. La danza pilou tradicional cuenta las historias de nacimientos, casamientos, ciclones o aprestos para la batalla, si bien las autoridades coloniales prohibieron en 1951 el pilous, a causa de los elevados niveles de energía y trance que inducía sobre los bailarines (que ocasionalmente llegaban a probar carne humana). La música es un elemento fundamental de cada ceremonia tradicional, y el conjunto de instrumentos musicales incluye sonajeros de conchas marinas, instrumentos rítmicos y flautas de bambú. 
Los caldoches, o población blanca de Nueva Caledonia, son en su gran mayoría descendientes de convictos franceses y han desarrollado su cultura propia, más similar a la de los australianos rurales que a la cultura metropolitana francesa. Son populares los rodeos y las ferias campestres. Los métros son los inmigrantes más recientes provenientes de Francia.

## Gastronomía

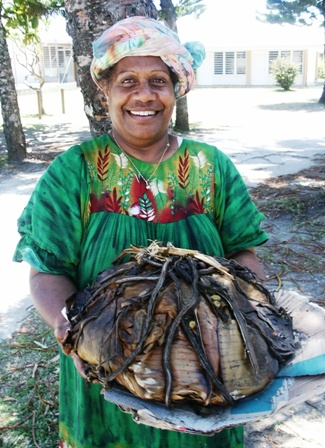
Una mujer kanaka con un bougna tradicional.

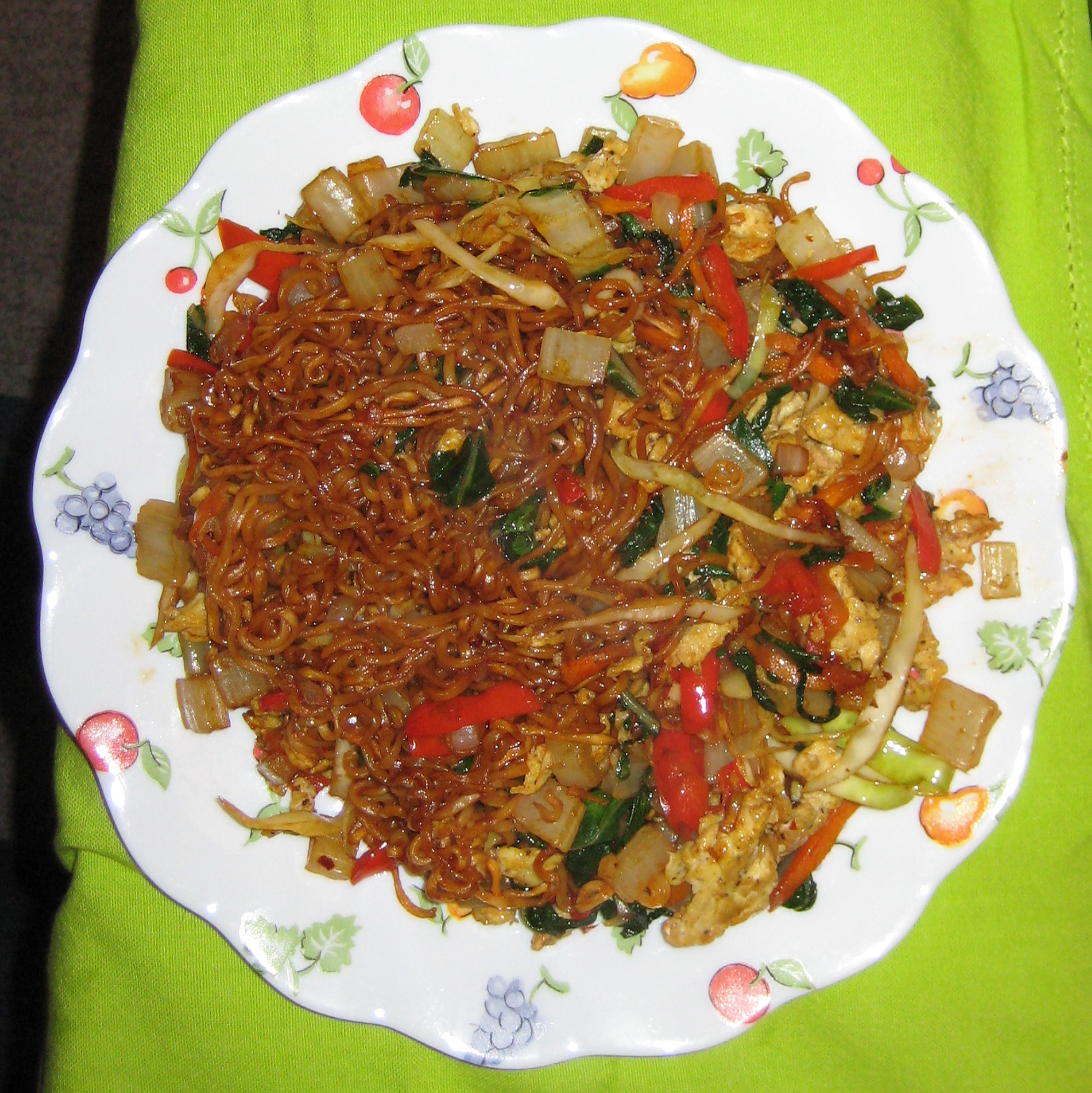
Un plato de bakmi, platillo tradicional indonesio muy popular en Nueva Caledonia.

La gastronomía de Nueva Caledonia es el resultado de la mezcla, y adaptación de diferentes características culinarias específicas. Por una parte está el aporte de los platos melanesios cocidos en estofados en el horno canaco y simbolizada por la bougna de uso difundido en el Pacífico junto con el uso de leche de coco como aglutinante, por otra parte se destaca la sucesión francesa de varios platos, junto con la importancia de las salsas, hierbas aromáticas, pan y pasteles, y en finalmente el aporte de la cocina de Asia oriental caracterizada por el uso de varias especias, la búsqueda de sabores agridulces, los métodos de cocción y la presencia del arroz como alimento básico, y en todos los casos aprovechando los productos de producción local.
Los productos locales de la agricultura o la horticultura incluyen: tubérculos tales como el ñame, la yuca o el taro, verduras como el chayote llamado "chouchoute", la col china, también los tomates, y frutas tropicales como ser el banano, coco, papaya, mango, fruta de la pasión, maracuyá, la guanábana y el pomelo, y algunas frutas de clima templado producido por los agricultores de Païta o en La Foa, en particular fresas, duraznos y frambuesas. Existe una antigua cultura de café y todavía muy presente a pesar de que perdió la reputación y valor de las exportaciones que tuvo durante la primera mitad del siglo XX con el café Leroy. Existe una pequeña producción de maíz, mientras que la mayoría de los jardines de las personas de ascendencia europea tienen ciertas hierbas aromáticas.
Estos ingredientes son utilizados en prácticas culinarias relativamente comunes, algunos platos tradicionales de cada comunidad como ser: bougna canaca, ensalada Tahití, bami de Indonesia, rollitos primavera dulces con cerdo vietnamitas, guisos, filetes o embutidos de ciervo inspirados en recetas regionales francesas, el curry y salmueras de las Indias Occidentales, son preparados y consumidos por la población en general.